# Château de Saint-Maurice
Pour les articles homonymes, voir Château de Saint-Maurice (homonymie).
Le château de Saint-Maurice dit le « château des gouverneurs » se trouve à l'entrée de Saint-Maurice dans le canton du Valais en Suisse.  
Il est érigé sur le défilé de Saint-Maurice, à un endroit encaissé bordé d'un côté par un versant abrupt et de l'autre côté par le Rhône. Véritable verrou sur la plaine et gardant l'accès vers le Valais central ainsi que le pont médiéval du XIIe siècle menant à la rive vaudoise, il n'est distant que d'une dizaine de mètres du fleuve. 

## Géographie

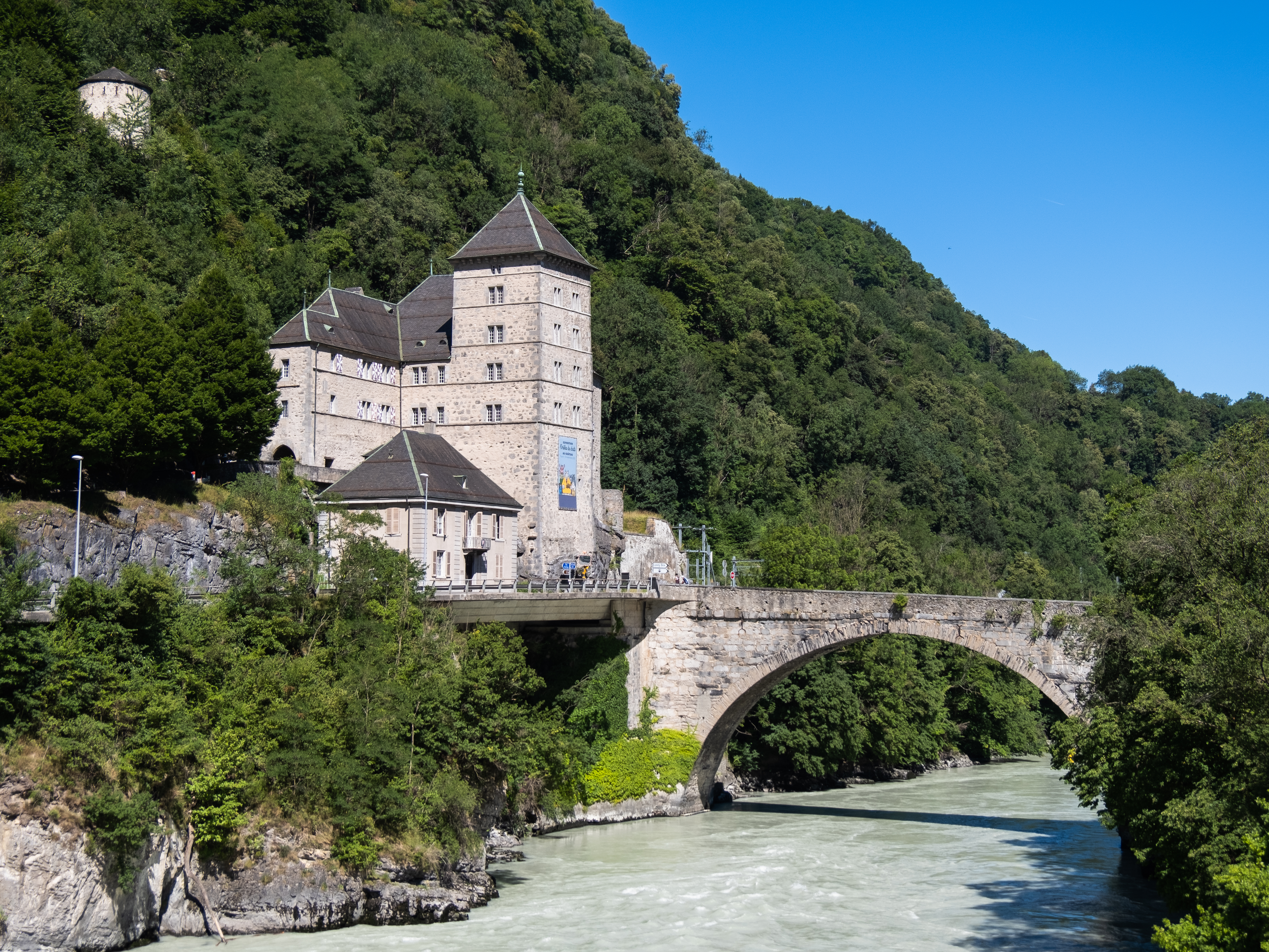
Le château de Saint-Maurice et le pont sur le Rhône en juillet 2022.

Le château de Saint-Maurice se situe en Suisse, dans le canton du Valais, sur le territoire de la commune de Saint-Maurice. Il se trouve dans un resserrement de la vallée du Rhône séparant le Chablais à la partie supérieure de cette dernière, à 471 m d'altitude,.

## Construction et histoire

Le château de Saint-Maurice et le pont sur le Rhône au XVIIIe siècle, par Niklaus Sprüngli.

Sa construction présente des similitudes avec le château de la Porte du Scex avec une tour carrée imposante et un logis adjacent.
L'édifice remonterait à la deuxième moitié du XVe siècle et la première version de la forteresse fut terminée aux alentours du début du XVIe siècle avec une défense au sud et à l'est.
Les chemins autour du château furent remaniés au début du XVIIe siècle. L'architecture de l'édifice évolua encore entre 1646 et 1651. L'incendie de la ville en 1693 l'endommagea passablement et nécessita la reconstruction complète de la tour telle qu'on peut encore la voir. À cette occasion, les divers accès à l'intérieur du château furent repensés et modifiés. 
Le général Guillaume-Henri Dufour avait vu en Saint-Maurice un endroit particulièrement stratégique. Il mit en place en 1831 une série de fortifications particulièrement visibles sur la rive vaudoise en face du château ainsi que du côté valaisan. Le château servit ainsi d'appui pour une tour ronde (la « tour Dufour ») située un peu plus haut. Sur l'aile nord du château, des batteries d'artillerie furent installées en 1831 et 1853. 
Le château a été restauré entre 1963 et 1974. Ses locaux ont abrité le musée militaire cantonal. Depuis 2005, il est devenu un lieu d'exposition. Mix & Remix, Samivel, Derib ou André Paul ont eu les honneurs de ses cimaises. L'exposition de 2012 est intitulée "Regards croisés Orient-Occident autour d'Éric Alibert" et présente des œuvres originales de cet artiste consacrées à la nature de Hokkaïdo et des Alpes, dans un dialogue avec des photographes, peintres, graveurs européens et asiatiques.
Le château et la tour Dufour sont classés comme biens culturels d'importance nationale.